# Scotch-Club
Der Scotch-Club in Aachen war ein Restaurant und Tanzlokal, das 1959 zur „Jockey-Tanz-Bar“ ausgebaut wurde, vermutlich der ersten Diskothek Deutschlands mit von Schallplatten abgespielter und von einem Disc-Jockey (DJ) angekündigter Musik.

## Geschichte
Obwohl die ersten Diskotheken der Welt bereits im besetzten Paris des Zweiten Weltkriegs aufgetaucht waren, war es zu dieser Zeit meistens üblich, Live-Musik von kleineren Musikkapellen gespielt zu bekommen. Der Besitzer Franzkarl Schwendinger ließ allerdings seinen Gästen bekannte Lieder aus dem Radio von Schallplatten abspielen. Der erste Abend, der 19. Oktober 1959, verlief zunächst erfolglos, da diese Form bei den Gästen nicht gut ankam. Sie waren es gewohnt, in Bars Live-Musik zu hören, und empfanden diese Form als „tote Musik“. Im Laufe des Abends übernahm Klaus Quirini, welcher eigentlich als Volontär der Neuen Rhein Zeitung / Aachener Zeitung über die Eröffnung berichten sollte, die Rolle des Disc-Jockeys, da ihm das bisherige Format auch missfiel. Dabei sagte er im Stil der damals bekannten Radio-DJs wie Chris Howland vom NWDR als erstes Ein Schiff wird kommen von Lale Andersen an mit den Worten: „Meine Damen und Herren, wir krempeln die Hosenbeine hoch und lassen Wasser in den Saal, denn ein Schiff wird kommen mit Lale Andersen“. Seine Moderation und interaktiven Spiele mit dem Publikum kamen an. Es war genau die Art von Interaktion, die dem Besitzer Franzkarl Schwendinger vorschwebte, so dass Quirini fortan als DJ Heinrich (Eigenansage: Heinrich der Vorletzte) im Scotch-Club auflegte. Damit war der Scotch-Club die erste Diskothek Deutschlands nach heutigem Verständnis – ohne Live-Musik – und Klaus Quirini der erste DJ, obwohl er noch einige Zeit die Beschreibung Tanzbar behielt, bevor er sich Diskothek nannte.
Später legte eine Zeitlang auch der spätere Fernsehmoderator Max Schautzer auf. Unter anderem begannen Udo Jürgens, Peter Maffay, The Rattles und Giorgio Moroder ihre Karriere im Aachener Scotch-Club.
Der Club war auch bekannt für seine strenge Kleiderordnung. So verwehrte er heute bekannten Persönlichkeiten wie Frank Elstner oder Udo Lindenberg wegen fehlender Krawatte den Eintritt.
Der Scotch-Club war unter wechselnden Besitzern bis 1992 geöffnet, bevor das Haus am Aachener Dahmengraben 16 verkauft wurde und unter einem neuen Besitzer die Nutzung als Diskothek untersagt wurde. Nach einem Umbau erinnert heute nichts mehr an den Scotch-Club.